# Sum 41
Sum 41 je kanadska pop-punk skupina, ki je nastala leta 1996. Skupino trenutno sestavljajo Deryck Whibley (vokal/kitara), Cone McCaslin (bas/vokal) ter Steve Jocz (bobni/vokal). Skupina je v sodelovanju z založbo Island Records do sedaj izdala 5 studijskih albumov. Svetovno znani so postali zaradi specifičnega stila glasbe, ki so ga izoblikovali skozi leta, ter zaradi turnej in koncertov po vsem svetu.

## O skupini
Deryck, Dave in Stevo so se spoznali na srednji šoli. Skupaj so ustanovili skupino imenovano »Kaspir«. Še istega leta so se preimenovali v »Sum 41«. Leta 1999 se je skupini pridružil basist Cone. V letu 2000 so sklenili pogodbo z založbo Island Records, saj je bilo povpraševanje po pop-punku zaradi skupin kot so Green Day ali Blink 182 veliko. Istega leta so izdali tudi prvi album »Half Hour of Power«, ki je bol odlična odskočna deska za naslednje podvige skupine Sum 41. »All Killer No Filler« je bil naslov njihovega drugega albuma, ki je izšel že naslednje leto. Ta album je bil prava uspešnica. S pesmimi kot so Fat lip, In too deep, Motivation se je v hipu povzpel v sam vrh lestvic. Skupina je tistega leta igrala na 300 koncertih, kar je močno vplivalo na njihovo popularnost v svetu. Konec leta 2002 so Sum 41 izdali njihov tretji album »Does this look infected?«, v katerem pa so močno spremenili stil glasbe. Njihove pesmi so postale »trše« ter »težje«. Vse skupaj se je stopnjevalo do leta 2004, ko je skupina izdala njihov četrti album, »Chuck«. Vključevali so elemente »Metal« glasbe, ter avtorjev kot so »Iron Maiden«, »Judas Priest«, kar obrazložijo z verzoma pesmi Fat lip, ki pravita;
Heavy metal and mullets its how we were raised,
Maiden and priest were the gods that we praised.
Album Chuck se od prejšnjih razlikuje tudi po besedilih. Kritizirajo predvsem politiko ZDA. Skupina je sodelovala pri projektu »Rock Against Bush« in sicer s pesmijo Moron.12.5.2006 je kitarist Dave Baksh izjavil, da zapušča skupino Sum 41 in sicer zaradi želje po igranju v skupini Brown Brigade Ko so na koncu v skupini ostali le še Deryck, Cone ter Stevo, so se začele širiti govorice, da bo skupina Sum 41 razpadla, vendar je Deryck v izjavi za javnost vse skupaj zanikal, ter razkril načrte skupine.
Tako so že naslednjega leta (2007) izdali svoj peti album z naslovom Underclass Hero. Težko pričakovani album je bil izdan 24.7, za turnejo ter igranje v živo pa jim je na pomoč priskočil kitarist z imenom Thomas Thacker, ki je sicer član skupine Gob Lahko trdimo, da je Underclass Hero najuspešnejši album skupine, saj se s pesmimi kot so; Underclass Hero, Walking Disaster in March of the Dogs povzpel na najvišja mesta svetovnih lestvic.

## Člani

### Deryck Whibley (vokal/kitara)
Rojen leta 1980. Pri 12 letih se je preselil v Ajax. Tam je leta 1996 skupaj z bobnarjem Stevom sta ustanovil Sum 41. V skupini igra vlogo glavnega vokalista, kitarista ter pisca pesmi. Poleg vsega tega, je Deryck razvil kariero v glasbeni industriji. Tokrat kot producent in manager. Deryck se je leta 2006 poročil s pevko Avril Lavigne, vendar sta se leta 2009 ločila.

### Cone McCaslin (bas/vokal)
Jason McCaslin se je rodil leta 1980. Svojo glasbeno kariero je začel pri 14 letih v skupini z imenom »Second Opinion«. Leta 1999 se je pridružil skupini Sum41. Nadomestil je basista po imenu Mark Spiclouk. Cone je znan tudi po svojem projektu imenovanem The Operation M.D., kjer prav tako igra bas. Kot zanimivost naj obrazložim njegov vzdevek; »Cone«. Tako ga je začel klicati Deryck, saj je pogosto jedel sladoledne kornete.
(cone = kornet). Sladoledov Cone žal ne je več, saj ima sladkorno bolezen. 

### Stevo Jocz (bobni/vokal)
Steve se je kot najmlajši član skupine rodil leta 1981. 
Ob srednji šoli, katero je končal skupaj z ostalimi člani skupine, se je Stevo ukvarjal tudi s skoki v vodo. Svoje spretnosti je pokazal v video-spotu »In too deep«. Skupaj z basistom sodeluje pri stranskem projektu imenovanem »The Operation M.D.« S strani revije Kerrang je bil Steve imenovan za 40 najboljšega bobnarja v zgodovini popularne glasbe. Je eden večjih »antibušističnih« glasbenikov.

## Spletni video posnetki
Skupina Sum 41 je znana tudi po video posnetkih, ki prikazujejo vsebine, ki sicer niso najprimernejše za otroke. Največkrat gre za krvave ter krute vsebine, glavni igralci pa so kar člani skupine. 
Pravo nasprotje teh posnetkov, je serija »Road to Ruin«. Ime je sicer prevzela po četrtem albumu skupine The Ramones, a nima nič skupnega z njim. Serija prikazuje zabavanje članov skupine med turnejami (v glavnem pijančevanje ter »lumparije«). Namenjena je predvsem promociji njihovega zadnjega albuma, ter skupine Sum 41 nasploh.

## Diskografija
Albumi
- Half Hour of Power - 2000
- All Killer No Filler - 2001
- Does This Look Infected? - 2002
- Chuck - 2004
- Underclass Hero - 2007
- Screaming Bloody Murder - 2011
- 13 Voices - 2016
- Order In Decline - 2019
- Heaven :x: Hell - 2024

## Filmi
Glasba skupine Sum 41 je pritegnila tudi mnoge režiserje filmov. Pogosto je bila uporabljena kot glasba v ozadju filma.
-Makes No Difference:
- Bring It On (film)
- Out Cold (2001, film)
- Van Wilder (2002)

-What I Believe:
- Stari, kje je moj avto? (2000)

-Fat Lip:
- Ameriška pita 2 (2001)

-In Too Deep:
- Ameriška pita 2 (2001)
- Cheaper by the Dozen (2003)

-What We're All About:
- Spiderman (2002)

-The Hell Song:
- American Wedding (2003)

-We're All to Blame:
- Godzilla: Final Wars (2004)

-No Reason:
- Dirty Love (2005)

-Open Your Eyes:
- Going the Distance (2004)

-Noots:
- Fantastic Four (2005)